# Мебаза, Фуад
Фуа́д Мебаза́, Мебазаа, Мбазаа (в некоторых источниках ошибочно — Фуэд Мебаза) (араб. فؤاد المبزع‎, Fu'ād al-Mebaza’a; 15 июня 1933, Тунис — 23 апреля 2025) — тунисский государственный и политический деятель, временно исполняющий обязанности президента Туниса с 15 января по 12 декабря 2011 года, председатель Палаты Представителей Туниса с 1997 года. Ранее был мэром ряда городов страны, занимал посты министра по делам молодёжи и спорта (1973—1978 и 1987—1997 годы), министра общественного здравоохранения (1978—1981 годы) и, одновременно, министра по делам культуры и информации (1979—1980 годы), также находился в должности представителя Туниса в ООН и посла в Марокко.

## Биография
Учился в Париже, изучал право и экономику. Был мэром городов: Тунис (1969—1973 годы), Эль-Марса (в 1975—1980 годах), Карфаген (1995—1998 годы).
В 1961 году Мебаза начал работу в министерстве здравоохранения и социальных вопросов, в 1962 году стал главой секретариата по сельскому хозяйству. В 1964 году стал членом Центрального комитета PSD. В конце 1960-х он был руководителем департамента молодежи и спорта и, некоторое время, отвечал за национальную безопасность.
Занимал должность министра по делам молодёжи и спорта Туниса с 30 ноября 1973 по 13 сентября 1978 года и с 27 октября 1987 по 14 октября 1997 года (в том числе и после «Жасминовой революции» 7 ноября 1987 года, приведшего к власти в стране Зина эль-Абидина Бен Али). Кроме того, с 13 сентября 1978 по 2 января 1980 года был министром общественного здравоохранения Туниса и, одновременно, с 7 ноября 1979 по 3 декабря 1980 года — министром по делам культуры и информации.
В 1981—1986 годах, в период деятельности вне кабинета министров, Фуад Мебаза являлся представителем Туниса в Организации Объединённых Наций в Женеве, а затем в 1986—1987 годах — послом Тунисской Республики в Королевстве Марокко.
14 октября 1997 года был избран председателем однопалатного парламента Туниса. С 1 июня 2002 года после конституционной реформы стал главой Палаты Представителей — нижней палаты парламента Туниса. Представляет партию Демократическое конституционное объединение.
14 января 2011 года после месяца беспорядков в стране, называемых в прессе второй «Жасминовой революцией» (подобно первой, произошедшей в 1987 году, когда Бен Али получил пост президента), президент Туниса Зин эль-Абидин Бен Али покинул страну и бежал в Саудовскую Аравию. Некоторое время в Тунисе сохранялась неопределённость по поводу того, кто должен стать новым исполняющим обязанности президента: спикер нижней палаты парламента страны Мебаза заявил, что нужно применять ст. 57 Конституции и временным президентом должен стать он, как председатель Палаты Представителей, а премьер-министр Мохаммед Ганнуши в тот же день объявил, что в соответствии со ст. 56 Конституции Тунисской Республики именно он стал временным президентом страны, взяв всю власть в руки. На тот момент, действительно следовало действовать по 56-й статье. Однако 15 января 2011 года Конституционный Совет решил, что ситуация прояснилась, и в сложившихся обстоятельствах больше подходит ст. 57 Конституции, в соответствии с которой председатель Палаты Представителей Туниса Фуад Мебаза и стал официальным временным президентом Туниса. 18 января 2011 года под давлением оппозиции временный президент Мебаза вышел из состава правящего Демократического конституционного объединения.
В начале марта Мебаза сделал заявление относительно срока своих полномочий. Согласно конституции, полномочия временного президент ограничивались 2 месяцами. Однако Мебаза заявил, что останется на своём посту вплоть до проведения выборов Конституционной Ассамблеи. Он отметил, что, после совершения революции, конституция «более не отражает чаяния людей», поэтому он не будет руководствоваться её требованиями и ограничениями.
Оставил пост временного президента страны в декабре этого же года, после избрания нового главы государства Конституционной Ассамблеей.
Умер 23 апреля 2025 года в возрасте 91 года.